# Episodi di Nashville (sesta stagione)

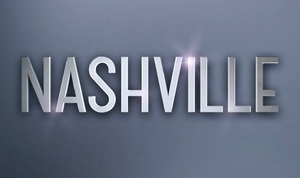
Logo della serie

La sesta ed ultima stagione della serie televisiva Nashville, viene trasmessa in prima visione assoluta negli Stati Uniti d'America su CMT in due parti: la prima dal 4 gennaio al 22 febbraio 2018, mentre la seconda dal 7 giugno al 26 luglio 2018.
In Italia, la stagione è stata interamente distribuita il 28 giugno 2019 sul servizio streaming Starz Play.
| n°            | Titolo originale                      | Titolo italiano               | Prima TV USA     | Pubblicazione Italia |
| Prima parte   | Prima parte                           | Prima parte                   | Prima parte      | Prima parte          |
| ------------- | ------------------------------------- | ----------------------------- | ---------------- | -------------------- |
| 1             | New Strings                           | Nuove corde                   | 4 gennaio 2018   | 28 giugno 2019       |
| 2             | Second Chances                        | Seconde possibilità           | 11 gennaio 2018  | 28 giugno 2019       |
| 3             | Jump Then Fall                        | Saltare e cadere              | 18 gennaio 2018  | 28 giugno 2019       |
| 4             | That's My Story                       | Questa è la mia storia        | 25 gennaio 2018  | 28 giugno 2019       |
| 5             | Where the Night Goes                  | Dove va la notte              | 1 febbraio 2018  | 28 giugno 2019       |
| 6             | Beneath Still Waters                  | Sotto è tutto tranquillo      | 8 febbraio 2018  | 28 giugno 2019       |
| 7             | Can't Help But Wonder Where I'm Bound | La giusta direzione           | 15 febbraio 2018 | 28 giugno 2019       |
| 8             | Sometimes You Just Can't Win          | Non sempre si vince           | 22 febbraio 2018 | 28 giugno 2019       |
| Seconda parte |                                       |                               |                  |                      |
| 9             | Pick Yourself Up                      | Riprendersi                   | 7 giugno 2018    | 28 giugno 2019       |
| 10            | Two Sparrows in a Hurricane           | Due passerotti nella tempesta | 14 giugno 2018   | 28 giugno 2019       |
| 11            | No Place That Far                     | Nessun luogo è lontano        | 21 giugno 2018   | 28 giugno 2019       |
| 12            | The House That Built Me               | La casa che mi ha costruito   | 28 giugno 2018   | 28 giugno 2019       |
| 13            | Strong Enough to Bend                 | Abbastanza forse da piegarsi  | 5 luglio 2018    | 28 giugno 2019       |
| 14            | For the Sake of the Song              | In nome della canzone         | 12 luglio 2018   | 28 giugno 2019       |
| 15            | I Don't Want to Lose You Yet          | Non voglio perderti           | 19 luglio 2018   | 28 giugno 2019       |
| 16            | Beyond the Sunset                     | Oltre l'orizzonte             | 26 luglio 2018   | 28 giugno 2019       |